# 6765 Fibonacci
6765 Fibonacci este o planetă minoră (asteroid), cu un diametru de 7,379 km, din centura de asteroizi. A fost descoperită pe 20 ianuarie 1982 la Observatorul Kleť de Ladislav Brožek⁠(d) și a fost numită după Fibonacci. 
Obiectul prezintă o orbită caracterizată de o semiaxă mare de 2,2986604 UAi, o excentricitate de 0,15, o înclinație de 4,08474 ° în raport cu ecliptica.